# Giro del Belgio 1911
Il Giro del Belgio 1911, quarta edizione della corsa, si svolse in sette tappe tra il 21 maggio e il 4 giugno 1911 per un totale di 1 778 km e fu vinto dal belga René Vandenberghe.
La gara fu organizzata dal quotidiano La Dernière Heure.

## Tappe
| Tappa  | Data      | Percorso            | km    | Vincitore di tappa | Leader cl. generale |
| ------ | --------- | ------------------- | ----- | ------------------ | ------------------- |
| 1      | 21 maggio | Bruxelles > Aalst   | 246   | Omer Verschoore    |                     |
| 2      |           | Aalst > Menen       | 236   | René Vandenberghe  |                     |
| 3      |           | Menen > Erquelinnes | 251   | René Vandenberghe  |                     |
| 4      |           | Erquelinnes > Namur | 251   | André Blaise       |                     |
| 5      |           | Namur > Arlon       | 261   | René Vandenberghe  |                     |
| 6      |           | Arlon > Liegi       | 250   | René Vandenberghe  |                     |
| 7      | 4 giugno  | Liegi > Bruxelles   | 283   | René Vandenberghe  | René Vandenberghe   |
| Totale | Totale    | Totale              | 1 742 |                    |                     |

## Classifiche finali

### Classifica generale
| Pos. | Corridore            | Squadra       | Tempo      |
| ---- | -------------------- | ------------- | ---------- |
| 1    | René Vandenberghe    | Alcyon-Dunlop | 61h21'41"  |
| 2    | Eugène Christophe    | Alcyon-Dunlop | a 18'50"   |
| 3    | Maurice Leturgie     | Automoto      | a 28'21"   |
| 4    | Louis Heusghem       | Alcyon-Dunlop | a 1.09'13" |
| 5    | André Blaise         | Alcyon-Dunlop | a 1.40'53" |
| 6    | Odiel Defraye        | Individuale   | ?          |
| 7    | Georges Tribouillard | Individuale   | ?          |
| 8    | Henry Devroye        | Le Globe      | ?          |
| 9    | Alois Persijn        | Individuale   | ?          |
| 10   | Edouard Léonard      | Automoto      | ?          |